# Iglesia de Sant Fructuós de Llo

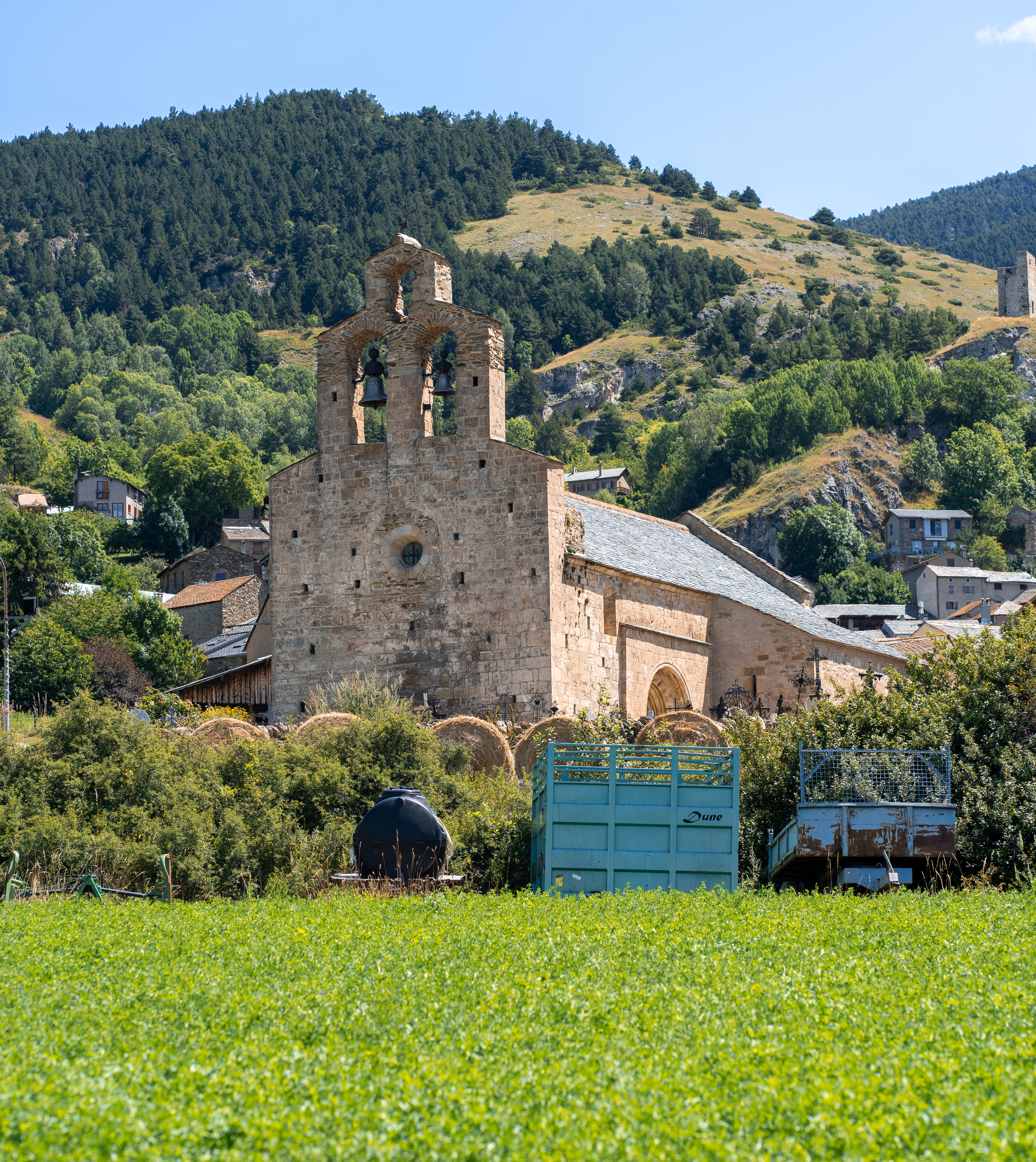
Sant Fructuós de Llo.

La iglesia de Sant Fructuós de Llo (san Fructuoso), se encuentra situada en la población de Llo en la comarca francesa de la Alta Cerdaña, bañada por el río Segre.

## Historia
Documentada en el acta de consagración de la Seo de Urgel de finales del siglo X. Guillem Jordá conde de Cerdaña se la dio a la canónica de Santa María de Cornellá en el año 1102. Se le pasaron todos los derechos en 1167 a los canónigos de Urgel.

## Edificio
La planta de la nave es trapezoidal con un ábside cubierto como la nave, con una bóveda apuntada. En ambos lados de la nave se construyeron dos capillas por lado, con fecha, según hay inscrito en una ventana, del año 1707.

## Exterior
En el exterior, en la parte del oeste hay un muro más alto que el resto de la iglesia que se convierte en el campanario de espadaña, distribuido en dos pisos, en el primero con dos ojos y uno en el segundo. En el ábside se puede ver un friso con dientes de engranaje, haciendo de cornisa que la aguantan diecinueve ménsulas esculpidas con tres caras de personajes, una cabeza de toro, temas vegetales y geométricos. Tiene también una ventana pequeña con arcada decorada con diversos motivos.
La puerta tiene cinco arcadas, dos sobre columnas de granito y tres sobre bases rectangulares. Los capitales de las columnas son de mármol tallado con temas de palmas, hojas enroscadas y vegetales, ejecutadas de manera parecida a las de Iglesia de Sant Martí d’Hix, Sant Pere d'Olopte y de Saga, todas de la misma comarca de la Cerdaña.
Los arcos de la puerta son de moldura, entre los cuales se encuentra ornado con hojas lineales y otro con doce relieves independientes, mostrando a partir del centro del arco, un murciélago a sus lados unas cabezas humanas y figuras de medias bolas todas desiguales.